# 제9회 청룡영화상
제9회 청룡영화상은 1972년 3월 6일에 열린 시상식이다.

## 수상 및 후보

### 최우수 작품상
- 석화촌
- 1950년 04시

### 감독상
- 소장수 - 김효천 수상

### 남우주연상
- 소장수 - 박노식 수상

### 여우주연상
- 석화촌 - 윤정희 수상

### 남우조연상
- 석화촌 - 윤일봉 수상

### 여우조연상
- 늑대와 고양이들 - 송인숙 수상

### 촬영상
- 여창 - 서정민 수상

### 음악상
- 의사 안중근 - 김희조 수상

### 미술상
- 새남터의 북소리 - 김유진 수상

### 기술상
- 소장수 - 장현수 수상

### 각본상
- 여창 - 나한봉,나연숙 수상

### 신인연기상
- 이 생명 다하도록 - 나하영 수상
- 소장수 - 임지성 수상
- 약한 자여 - 임지영 수상

### 장려상
- 화분 - 윤소라 수상

### 주제가상
- 빗속에 떠날 사람 - 항하동 수상

### 기획상
- 의사 안중근

### 아역상
- 바보같은 사나이 - 이승현 수상

### 인기남우상
- 최무룡 수상
- 강신성일 수상
- 박노식 수상

### 인기여우상
- 윤정희 수상
- 김지미 수상
- 고은아 수상